# Harveya alba
Harveya alba là loài thực vật có hoa thuộc họ Cỏ chổi. Loài này được Hepper mô tả khoa học đầu tiên năm 1992.